# Papy Pungu Lwamba
Papy Pungu Lwamba est un homme politique congolais. il est vice-ministre des Ressources hydrauliques et de l’Électricité au sein du gouvernement Ilunga depuis octobre 2019.